# Guillem Deganet
Guillem Deganet (Sabadell, segle xiv) va ser un paraire català. Se'l considera un dels primers paraires sabadellencs, documentat el 1375 al testament del seu pare, Arnau Deganet, que testava a favor seu. Al segle següent trobem Bartomeu Deganet, fill d'un altre Bartomeu Deganet, que el 1436 tenia dos molins fariners i drapers a l'Horta Major, un dels quals era l'antic molí de na Segarra, i era propietari encara de dos filadors fora vila. Els Deganet constitueixen el primer exemple d'una dinastia d'industrials drapers.
Una plaça de Sabadell porta el seu nom des del 1960.